# Willem Taelboom
Willem Taelboom (Brugge, 1540 - Sint-Omaars, 19 september 1608) was een Zuid-Nederlands rooms-katholiek priester en theoloog en een hardnekkig verdediger van zijn Kerk in moeilijke tijden.

## Levensloop
Hij was een zoon van de uit Tielt afkomstige Leonard Taelboom en van Jeanne de Zoete. In Leuven ging hij inwonen in de Pedagogie De Burcht en bij de beëindiging van de filosofische studies werd hij als vierde laureaat uitgeroepen in de promotie van 1561. Hij werd vervolgens ook baccalaureus in de godgeleerdheid.
Bisschop Pieter de Corte benoemde hem tot pastoor in Lissewege. Na korte tijd stelde hij zich kandidaat om Antoine Gaespoel op te volgen in de leerstoel godgeleerdheid van de Stichting Cuba, opgericht in Brugge door bisschop Johannes de Witte. Hij vermeldde bij zijn sollicitatie dat hij verwant was met deze bisschop. 
Het stadsbestuur dat de benoeming moest beslissen, vroeg eerst om advies bij Paul van der Coye, prior van de dominicanen, bij de kanunniken en godgeleerden Jacob van Pamele en Silvester Pardo. Die adviezen waren uiterst lovend over een kandidaat die niet alleen het Latijn, Grieks en Hebreeuws beheerste, maar vooral ook een volleerd theoloog was. Het stadsbestuur benoemde hem dan ook op 4 december 1567. Taelboom verzaakte aan zijn prebende in Lissewege en werd in vervanging benoemd tot pastoor van een van de porties in de kerk van Sint-Kruis en Sint-Anna, intra en extra muros.
In een tijd waarin de discussies over het geloof steeds heviger werden, vervulde Taelboom een belangrijke rol in het verdedigen van het katholiek geloof. Zo ging hij de discussie aan met Johannes Capito, hoofd van het calvinistisch consistorie in Brugge. Vanuit zijn leerstoel verdedigde hij op 4 februari 1580, tijdens de Brugse calvinistische republiek, de wet op het vasten en vlees derven. De calvinistische predikanten waren woest dat hij nog zo vrijuit kon spreken en organiseerden een woedende volksmenigte tegen hem. De bevelvoerende en hervormingsgezinde Schotse kolonel Balfour, voorwendend dat de malcontenten steeds invloedrijker werden, nam maatregelen voor de veiligheid in de stad. Soldaten werden in paraatheid gebracht, patrouilles circuleerden door de straten. Balfour eiste dat men alle priesters en monniken zou uitwijzen die geen Bruggelingen waren. De magistraat was het daar mee eens en onmiddellijk werd van die uitwijzingen werk gemaakt. Tevens verplichtte het stadsbestuur de kerkmeesters van de enkele kerken die nog voor de katholieke eredienst in gebruik waren, onmiddellijk en voor onbepaalde tijd te sluiten.
De calvinistische predikanten drongen aan opdat ook Taelboom zou verbannen worden. Hij protesteerde hiertegen en kreeg zelfs op het stadhuis te horen dat eigenlijk niets zijn verder doceren in de weg stond. Vrezende dat die vrijheid hem niet lang meer zou gegund worden, besloot hij een grondige verdediging van het katholiek geloof uit te spreken. Hij deed dat in aanwezigheid van een grote menigte, waaronder ook Johannes Capito en de calvinistische predikanten zich bevonden. Zijn uiteenzetting bestond uit drie delen. 
In het eerste deel weerlegde hij de beweringen, die door de kerk als ketters werden beoordeeld, in verband met:
- de mondelinge traditie
- de verering van de heiligen
- de sacramenten, de Eucharistie, de goede werken en de aanroeping van heiligen
- de genade en de voorbestemming
- de liturgie en de ceremonies
- de werkelijke kracht van de sacramenten
- de maagdelijkheid en het celibaat
- de verstervingen.

Dit alles bracht er hem toe te besluite dat het katholiek geloof het ware geloof was.
In een tweede deel behandelde hij de calvinistische bezwaren over een aantal punten:
- het slaan van het kruisteken
- de ceremonies bij het doopsel
- de sacramentsprocessies
- de Eucharistie
- de communie onder één gedaante
- het heilig misoffer
- de biecht
- het groot aantal priesters en de beneficies die ze opstreken
- de begrafenissen en de gebeden voor de overledenen
- de verering van beelden en relikwieën
- de bedevaarten
- de kloostergeloften
- het vasten
- de onverbreekbaarheid van het huwelijk.

Hij onderstreepte hierbij dat misbruiken die konden worden vastgesteld, geen reden waren om heilige zaken af te schaffen. Trouwens, het Concilie van Trente, had, zo verklaarde hij, aan de misbruiken een einde gesteld.
In een derde deel betoogde hij dat de vervolgingen waar de Kerk het slachtoffer van was en het feit dat sommigen de Kerk verlieten, geen redenen waren om de Kerk ongunstig te beoordelen, maar integendeel moesten aanmoedigen tot doorzetten en tot boete.
De calvinistische kopstukken, die de uiteenzetting hadden bijgewoond, hielden daarop een bijeenkomst en besloten dat Taelboom een godslasterlijk en oproerig discours had gehouden. Ze trokken naar het schepencollege en eisten dat een dergelijke man niet verder zou getolereerd worden in de stad. Taelboom werd opgeroepen voor een rechtbank bestaande uit de stadsmagistraat, de krijgsraad en de achttienmannen. Voor een dergelijke groep had zijn verdediging geen schijn van kans. De predikanten vroegen ook dat Taelboom in een tegensprekelijk debat zijn zienswijzen zou verdedigen, wat hij aanvaardde. Toen de dag voor de bijeenkomst aanbrak, op 9 mei, was Taelboom aanwezig, maar de calvinisten vroegen uitstel. Het theologisch steekspel ging uiteindelijk door op 13 mei. Taelboom kon nadien nog gedurende zes maanden blijven doceren, erg tegen de zin van de predikanten. Uiteindelijk werd zijn ambt door het schepencollege opgeheven en een einde gesteld aan zijn professoraat. Op 1 juni 1581 werd hij verbannen.
Hij vestigde zich in Sint-Omaars, waar hij door de plaatselijke bisschop benoemd werd tot pastoor-deken in Broekburg. In april 1584 werd hij, in opvolging van François Lucas, tot kanunnik benoemd in het kapittel van de Kathedraal van Sint-Omaars. In die hoedanigheid gaf hij gedurende vier jaar lessen over de Heilige Schrift. In juli 1588 werd hij aartsdiaken en in 1605 aartsdiaken voor Artesië. Nadat Brugge op 24 mei 1584 weer volledige katholiek was geworden, verwachtte men dat Taelboom zou terugkeren en zijn leerstoel weer zou bezetten. Hij gaf er echter de voorkeur aan zich te blijven wijden aan het bisdom dat hem zo gastvrij had ontvangen.
Taelboom overleed in Sint-Omaars in 1605 en werd in de kerk van de Wilhelmieten in Brugge begraven, naast zijn ouders. Hij verdeelde zijn nalatenschap in gelijke delen tussen Brugge en Sint-Omaars, ten voordele van kloostergemeenschappen en van de armen.

## Publicaties
- Apologetica Catholicae religionis, 1587.
- In Obitum D. Jacobi Pamelii (...), Antwerpen, 1588. Uitgebreide lijkrede op zijn collega Jacobus de Pamele, die stierf voor hij tot bisschop van Sint-Omaars kon worden gewijd.